# Mulczer (leśnictwo)

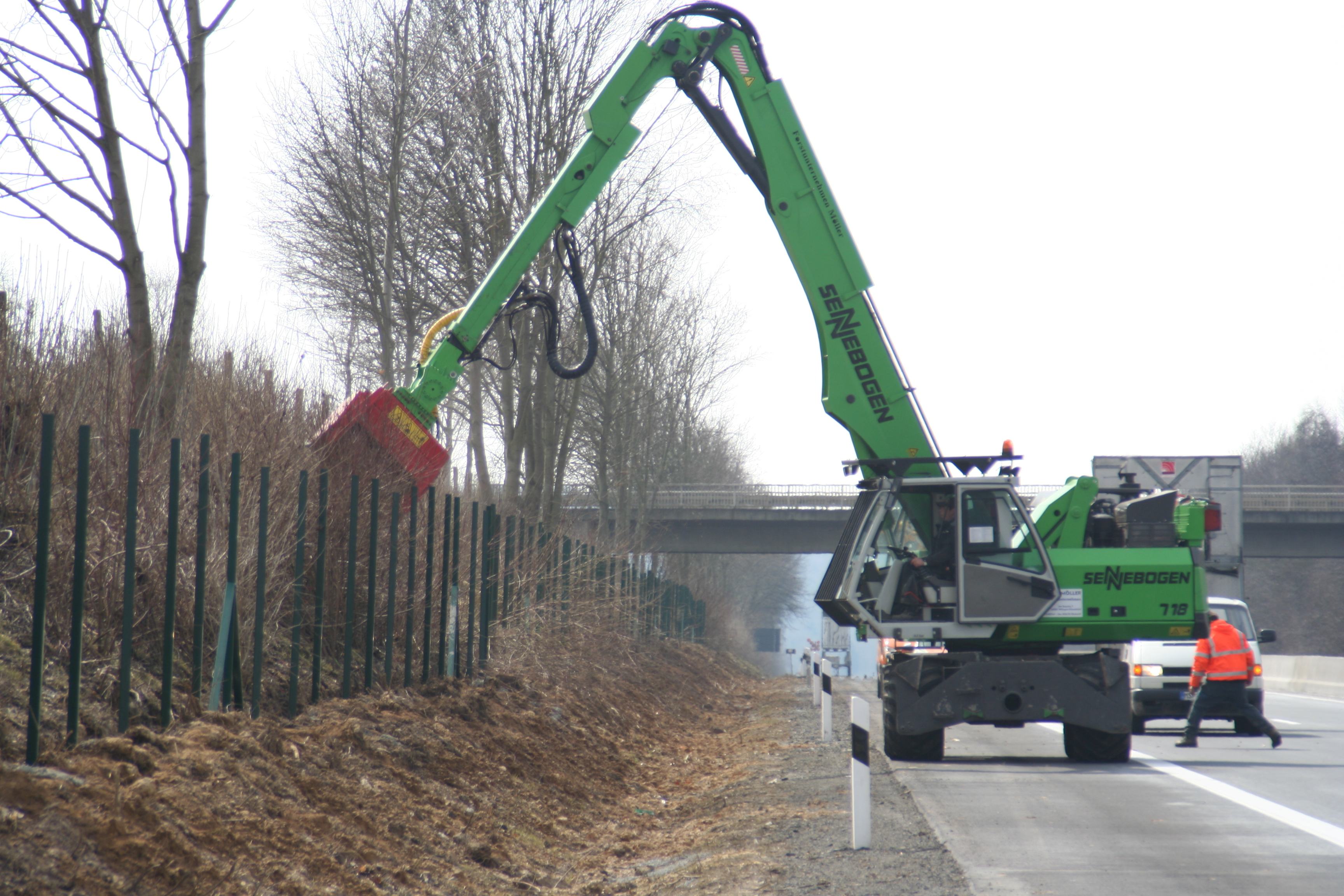
koparka z zamontowanym mulczerem oczyszcza pas drogowy

Mulczer – maszyna służąca do usuwania krzewów, mniejszych drzew i gałęzi przez ich rozdrobnienie.
W odróżnieniu od rębaków, mulczery nie wymagają wcześniejszego ścinania drzew i krzewów ani wstępnego cięcia gałęzi. Zrębki mogą być zebrane lub pozostać na oczyszczanym terenie jako mulcz.
Elementem roboczym może być obrotowa tarcza (frez) z twardymi zębami lub cylinder o poziomej osi obrotu z zębami albo bijakami rozdrabniającymi drewno.
Mulczery wykorzystuje się do pielęgnacji obszarów leśnych, czyszczenia obszarów po wyrębie lub zniszczonych przez wiatr, oczyszczania poboczy dróg i kolejowych, pasów przeciwpożarowych, terenów pod liniami energetycznymi, wokół rurociągów, przygotowaniu terenów pod uprawy leśne lub rolnicze, oczyszczania dróg w lasach i parkach.

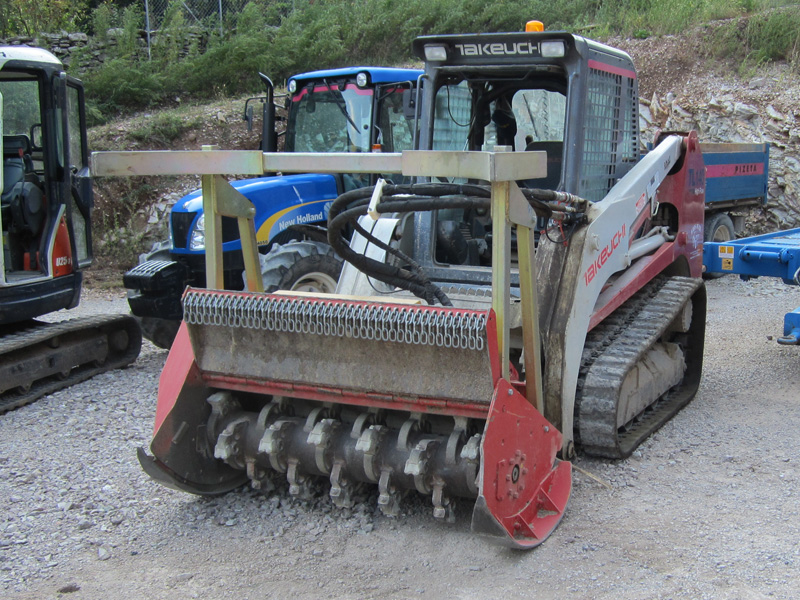
mulczer na podwoziu gąsienicowym

Mulczery mogą być samojezdne (na podwoziu kołowym lub gąsienicowym) albo zawieszone na ciągnikach, koparkach lub innych pojazdach. Mulczery zawieszone mogą być napędzane przez wał odbioru mocy lub hydraulicznie, mogą też mieć własny silnik (spalinowy lub elektryczny).
Mulczery mogą też obalać drzewa. Te przeznaczone do obalania większych drzew mają nad wałem roboczym odpowiednie bariery, powodujące upadek drzewa przed maszynę.
Niektóre typu mulczerów mogą rozdrabniać tylko materię na powierzchni, inne mogą usuwać korzenie i pniaki do głębokości kilkudziesięciu centymetrów.